# Pont-de-Larn
Pont-de-Larn település Franciaországban, Tarn megyében. Lakosainak száma 2866 fő (2022. január 1.). Pont-de-Larn Aussillon, Boissezon, Bout-du-Pont-de-Larn, Mazamet, Noailhac, Payrin-Augmontel, Le Rialet, Saint-Amans-Valtoret és Le Vintrou községekkel határos.

## Népesség
A település népességének változása:
| Lakosok száma | 2886 | 2905 | 2952 | 2832 | 2796 | 2775 | 2781 | 2786 | 2866 |
|               | 2013 | 2015 | 2016 | 2017 | 2018 | 2019 | 2020 | 2021 | 2022 |